# Singapur Juniors 2009
Das Singapur Juniors 2009 fand als bedeutendstes internationales Nachwuchsturnier von Singapur im Badminton vom 17. November bis zum 23. November 2009 statt.

## Sieger und Platzierte
| Disziplin    | Gold                                 | Silber                   | Bronze                                     |
| ------------ | ------------------------------------ | ------------------------ | ------------------------------------------ |
| Herreneinzel | Robin Gonansa                        | Parinyawat Thongnuam     | Agripina Prima Rahmanto                    |
| Herreneinzel | Robin Gonansa                        | Parinyawat Thongnuam     | Pisit Poodchalat                           |
| Herrendoppel | Subhan Hasan Agripina Prima Rahmanto | Robin Gonansa Huang Chao | Kong Keat Zhen Woon Kok Hong               |
| Herrendoppel | Subhan Hasan Agripina Prima Rahmanto | Robin Gonansa Huang Chao | Mohd Nur Helmi Arazmi Nur Mohd Haqiem Ayub |
| Dameneinzel  | Thng Ting Ting                       | Nittayaporn Nipatsant    | Patsiri Krisanuruk                         |
| Dameneinzel  | Thng Ting Ting                       | Nittayaporn Nipatsant    | Ery Oktaviani Adriyana                     |
| Damendoppel  | Ery Oktaviani Adriyana Dian Fitriani | Lee Fang-Yu Wu Yu-lun    | Patsiri Krisanuruk Panjarat Pransopon      |
| Damendoppel  | Ery Oktaviani Adriyana Dian Fitriani | Lee Fang-Yu Wu Yu-lun    | Nittayaporn Nipatsant Nipada Punjae        |